# 좌장
좌장(左將)은 백제의 관직이다.
240년 고이왕 시기에 처음 확인된 관직으로 병마권(兵馬權)을 관장하는 역할을 맡았다.
좌장에 임명된 인물들은 주로 병관좌평으로 승진되었으며, 최초의 좌장인 진충(眞忠)에 이어 같은 진씨인 진물(眞勿)이 직을 잇는 등 진씨들이 주로 좌장직을 맡았다.